# Евпраксија Цариградска
Света Евпраксија Цариградска (383.—413.) је православна светитељка из 4. века. У православној цркви канонизавона је у лику преподобних.

## Биографија
Рођена је 383. године у Цариграду. Њен отац племић Антигон, брат краља Теодосије Велики (379-395), умро је убрзо по њеном рођењу. У седмој година Евпраксија са мајком је на путу за Египат, посетила је манастир у Тебаиди. Манастир је оставио неизбрисив утисак на њу и мајку. Убрзо након што је мајка умрла Евпраксија је одлучила да остане у манастиру. Поништила је свој брак са сенатором за кога је била заручена од своје пете године и који никада није ни заживео, и сву своју имовину разделила цркви и сиромашнима. Остатак живота провела је у манастиру.
Умрла је 413. године, у својој 30-тој години..
Православна црква прославља свету Евпраксију девицу 25. јула по црквеном календару.